# جولین آنزیانی
جولین آنزیانی (انگلیسی: Julien Anziani؛ زادهٔ ۲۳ ژوئن ۱۹۹۹) بازیکن فوتبال اهل فرانسه است.